# Hephaestus trimaculatus
Hephaestus trimaculatus là một loài cá trong họ Terapontidae. Chúng là loài đặc hữu của Papua New Guinea.